# Stan Lazaridis
Stanley « Stan » Lazaridis, né le 16 août 1972 à Perth, est un footballeur australien d'origine grecque, évoluant au poste de milieu gauche. International australien. Il mesure 1,75 m.

## Carrière
- 1991-1992 : Floreat Athena (Australie)
- 1992-1995 : West Adélaïde SC (Australie)

1995-1999 : West Ham (Angleterre)
- 1999-2006 : Birmingham City (Angleterre)
- 2006-2008 : Perth Glory FC (Australie)

## Palmarès
- Finaliste de la Coupe de la Ligue anglaise : 2001 (Birmingham).
- International australien (71 sélections) entre 1993 et 2006. Première sélection le 16 avril 1993 : Australie 1 - 0 Koweït.
- Finaliste de la Coupe des confédérations 1997 avec l'Australie.
- Vainqueur de la Coupe d'Océanie en 2000 avec l'Australie.